# Jonas Kahnlund
Carl Jonas Kahnlund, född 25 juni 1977 på Lidingö, är en svensk skådespelare.
Kahnlund är medlem i humorkollektivet Grotesco och var vd för Unga Klara-teatern mellan åren 2009–2016. Sedan januari 2016 är Kahnlund producent på Blixten & Co med inriktning på humor och teater.
Han är äldre bror till radioprogramledaren Love Kahnlund.

## Filmografi
- 2000 – Mellanspel
- 2003 – Dream team
- 2007–2017 – Grotesco (TV-serie)

## Teater

### Roller (ej komplett)
| År   | Roll        | Produktion                                         | Regi           | Teater             |
| ---- | ----------- | -------------------------------------------------- | -------------- | ------------------ |
| 1998 | Samuel Kyle | Djävulen Clive Barker                              | Erik Wernquist | Stockholms blodbad |
| 2015 | Medverkande | Grotesco på Scala – En näradödenrevy Henrik Dorsin | Anna Vnuk      | Scalateatern       |